# Tic, tic tac
Tic, Tic Tac est une chanson du groupe brésilien Carrapicho sortie en juin 1996. Ce tube de l'été est resté numéro un du top 50 français pendant 3 semaines et le single devient disque de diamant. 

## Historique

### En France
Le groupe Carrapicho a été découvert par Patrick Bruel, engagé par Francis Weber sur le tournage du film Le Jaguar, lors d'un déplacement au Brésil lié à ce tournage. Cette chanson a connu en France un succès fulgurant et éphémère à l'été 1996, restant numéro 1 en France pendant trois semaines, le single se vendant à plus 750 000 exemplaires. Le succès de la chanson doit beaucoup à son clip et à la chorégraphie des quatre danseurs du groupe : elle est décortiquée dans une cassette VHS du Label BMG et devient populaire lors d'animations estivales.

### Aux Etats-Unis
En 1997, la chanteuse américaine du groupe de hip-hop TLC, Rozonda Thomas alias Chilli, sort une reprise en anglais ce qui relance le titre dans ce pays.

### Autres reprises
Le chanteur pop Murat Nasyrov en a interprété une version en russe.

## Inspiration
La chorégraphie exécutée par les danseurs de ce groupe reprend une danse traditionnelle amazonienne appelée boï bumba qui relate la mort et la résurrection d'un bœuf.

## Track listings
CD single
1. Tic, Tic Tac — 3:16
2. E' O Sol Adormece — 2:17

CD single
1. Tic, Tic Tac (Radio Edit 1) Chilli featuring Carrapicho — 3:45
2. Tic, Tic Tac (Radio Edit 2) Carrapicho featuring Chilli — 3:45

CD single
1. Tic, Tic Tac (Radio Edit 1) Chilli featuring Carrapicho — 3:45
2. Tic, Tic Tac (Radio Edit 2) Carrapicho featuring Chilli — 3:45
3. Tic, Tic Tac (Club Mix) Chilli featuring Carrapicho — 6:50
4. Tic, Tic Tac (Copacabana Drive mix) Carrapicho featuring Chilli — 6:46

12" single
1. Tic, Tic Tac (Club Mix) — 4:45
2. Tic, Tic Tac (Single Edit) — 3:16

2 x 12" maxi
1. Tic, Tic Tac (Rosabel Tiki-Tiki Dub) — 11:41 (remixed by Rosabel (Ralphi Rosario-Abel Aguilera))
2. Tic, Tic Tac (Rosabel House Mix) — 8:41 (remixed by Rosabel (Ralphi Rosario-Abel Aguilera))
3. Tic, Tic Tac (Mardi Gras Cha Cha Mix) — 7:07 (remixed by Rosabel (Ralphi Rosario-Abel Aguilera))
4. Tic, Tic Tac (Bang Da Drum Mix) — 7:00 (remixed by Victor Calderone)
5. Tic, Tic Tac (Bang Da Drum Dub) — 7:00 (remixed by Victor Calderone)
6. Tic, Tic Tac (Play Hard House Mix) — 6:14 (remixed by Moncho Tamares)
7. Tic, Tic Tac (Batucada HNRG Mix) — 4:30 (remixed by Moncho Tamares)

## Classements
| Chart (1996)                             | Peak position |
| ---------------------------------------- | ------------- |
| Belgique (Flandre Ultratop 50 Singles)   | 6             |
| Belgique (Wallonie Ultratop 50 Singles)  | 2             |
| France (SNEP)                            | 1             |
| Pays-Bas (Nederlandse Top 40)            | 47            |
| Espagne (PROMUSICAE)                     | 3             |
| Chart (1997)                             | Peak position |
| Autriche (Ö3 Austria Top 40)             | 2             |
| Canada (Nielsen SoundScan)               | 14            |
| Allemagne (Media Control AG)             | 5             |
| Norvège (VG-lista)                       | 4             |
| Suède (Sverigetopplistan)                | 24            |
| Suisse (Schweizer Hitparade)             | 6             |
| UK Singles (The Official Charts Company) | 59            |
| US Billboard Hot Dance Club Play         | 8             |

## Classements de fin d'année
| fin d'année (1996)               | Position |
| -------------------------------- | -------- |
| Belgian (Flanders) Singles Chart | 52       |
| Belgian (Wallonia) Singles Chart | 10       |
| French Singles Chart             | 2        |
| End of year chart (1997)         | Position |
| Austrian Singles Chart           | 13       |
| Swiss Singles Chart              | 37       |

## Certification
| Région                                                                                                 | Certification | Ventes/Streams |
| --- | ------------- | -------------- |
| France (SNEP)                                                                                          | Diamant       |                |
| *Ventes selon la certification ^Mise en rayon selon la certification xNon précisé par la certification |               |                |